# Amphianthus lacteus
Amphianthus lacteus is een zeeanemonensoort uit de familie Hormathiidae.
Amphianthus lacteus is voor het eerst wetenschappelijk beschreven door McMurrich in 1893.